# 渋川へそ祭り
渋川へそ祭り（しぶかわへそまつり）は、群馬県渋川市で毎年7月に行われる祭り。腹に顔の絵を描いた参加者が踊り歩く「はら踊り」で知られる。

## 歴史

### 始まり
渋川市におけるへそ祭りは、1983年（昭和58年）に寄居町へそ祭りとして開催されたのが始まりである。大型店が郊外に進出する中、古い宿場の町並みが残る渋川市中心商店街はモータリゼーションへの追従が難しく、沈滞ムードが漂っていた。商店街の催し物としては、1974年（昭和49年）に始まった歩行者天国があったが、マンネリ化から廃止の声が上がり、1986年（昭和61年）に廃止されてしまった。また、渋川市の祭りとしては古くからの祇園祭が発展した渋川山車祭りがあったが、開催は1年おきであったことから知名度が低く、群馬県内の年中行事を紹介する旅行ガイドブックに掲載されないほどであった。そこで、渋川商工会議所は商店街の活性化を目的に、渋川市が日本の真ん中、すなわち「へそ」に当たることから、「へそ祭り」の開催を企画した。
1983年7月、渋川商工会議所の副会頭にして渋川寄居町の役員でもあった石北市太郎は、寄居町商友会のメンバーとともに、へそ祭りの先進地である北海道富良野市に赴き、北海へそ祭りを視察。地元寄居町の協力に加え、市や商工会議所の賛同を得て、同年8月にへそ祭りを2日間に渡って開催した。客に振る舞うために用意した500個のへそ饅頭が瞬く間に品切れとなるほどの集客で、祭りは成功裏に終わった。

### 年中行事へ
寄居町へそ祭りの成功を受け、へそ祭りは渋川市の年中行事として、毎年7月25日から7月26日の2日間で開催されるようになった。当時の渋川市長・登坂秀は、市の予算に補助金を計上するなど積極的に支援し、これまで毎年個別に開催されてきた渋川七夕まつりや、みゆきだ花火大会を、へそ祭りの一環として組み入れた。1989年（平成元年）度の時点で、祭りの参加団体は渋川市役所や群馬銀行など45を数え、踊り手は3,000人、見物客は15万人であった。
なお、東日本大震災があった2011年（平成23年）度以降は、期間を短縮して1日のみの開催となっている。